# Ветрала
Ветрала (итал. Vetralla) је насеље у Италији у округу Витербо, региону Лацио.
Према процени из 2011. у насељу је живело 11231 становника. Насеље се налази на надморској висини од 364 м.

## Становништво
Према резултатима пописа становништва 2011. у општини је живело 13.507 становника.
| 1931. | 1936. | 1951. | 1961. | 1971. | 1981.  | 1991.  | 2001.  | 2011.  |
| ----- | ----- | ----- | ----- | ----- | ------ | ------ | ------ | ------ |
| 8.650 | 8.698 | 9.800 | 9.620 | 9.359 | 10.538 | 11.573 | 11.917 | 13.507 |